# Tiécoro Keita
Tiécoro Keita (Bamako, 13 aprile 1994) è un calciatore maliano, centrocampista del Le Mans.

## Caratteristiche tecniche
È un esterno sinistro.

## Carriera

### Club
Ha giocato nella seconda e nella terza divisione francese.

### Nazionale
Ha partecipato con le nazionale maliana Under-20 al campionato mondiale di categoria del 2013.
Ha esordito con la nazionale maliana il 27 maggio 2015 nell'amichevole persa 1-0 contro la Nigeria.

## Statistiche

### Presenze e reti nei club
Statistiche aggiornate al 19 maggio 2017.
| Stagione        | Squadra         | Campionato      | Campionato | Campionato | Coppe nazionali | Coppe nazionali | Coppe nazionali | Coppe continentali | Coppe continentali | Coppe continentali | Altre coppe | Altre coppe | Altre coppe | Totale | Totale |
| Stagione        | Squadra         | Comp            | Pres       | Reti       | Comp            | Pres            | Reti            | Comp               | Pres               | Reti               | Comp        | Pres        | Reti        | Pres   | Reti   |
| --------------- | --------------- | --------------- | ---------- | ---------- | --------------- | --------------- | --------------- | ------------------ | ------------------ | ------------------ | ----------- | ----------- | ----------- | ------ | ------ |
| 2013-2014       | Vannes          | NAT             | 12         | 0          | CdF+CdL         | 0               | 0               | -                  | -                  | -                  | -           | -           | -           | 13     | 0      |
| 2014-2015       | Paris FC        | NAT             | 25         | 3          | CdF+CdL         | 1+0             | 0               | -                  | -                  | -                  | -           | -           | -           | 26     | 3      |
| 2015-2016       | Paris FC        | L2              | 30         | 2          | CdF+CdL         | 1+1             | 0               | -                  | -                  | -                  | -           | -           | -           | 32     | 2      |
| 2016-2017       | Red Star        | L2              | 15         | 0          | CdF+CdL         | 1+1             | 0               | -                  | -                  | -                  | -           | -           | -           | 17     | 0      |
| Totale carriera | Totale carriera | Totale carriera | 82         | 5          |                 | 5               | 0               |                    | -                  | -                  |             | -           | -           | 87     | 5      |

### Cronologia presenze e reti in nazionale
| Cronologia completa delle presenze e delle reti in nazionale ― Mali | Cronologia completa delle presenze e delle reti in nazionale ― Mali | Cronologia completa delle presenze e delle reti in nazionale ― Mali | Cronologia completa delle presenze e delle reti in nazionale ― Mali | Cronologia completa delle presenze e delle reti in nazionale ― Mali | Cronologia completa delle presenze e delle reti in nazionale ― Mali | Cronologia completa delle presenze e delle reti in nazionale ― Mali | Cronologia completa delle presenze e delle reti in nazionale ― Mali |
| Data                                                                | Città                                                               | In casa                                                             | Risultato                                                           | Ospiti                                                              | Competizione                                                        | Reti                                                                | Note                                                                |
| ------------------------------------------------------------------- | ------------------------------------------------------------------- | ------------------------------------------------------------------- | ------------------------------------------------------------------- | ------------------------------------------------------------------- | ------------------------------------------------------------------- | ------------------------------------------------------------------- | ------------------------------------------------------------------- |
| 27-5-2016                                                           | Rouen                                                               | Nigeria                                                             | 1 – 0                                                               | Mali                                                                | Amichevole                                                          | -                                                                   | 46’                                                                 |
| 4-6-2016                                                            | Giuba                                                               | Sudan del Sud                                                       | 0 – 3                                                               | Mali                                                                | Qual. Coppa d'Africa 2017                                           | -                                                                   |                                                                     |
| Totale                                                              |                                                                     | Presenze                                                            | 2                                                                   |                                                                     | Reti                                                                | 0                                                                   |                                                                     |

## Palmarès

### Club

#### Competizioni nazionali
- Championnat National: 1

Red Star: 2017-2018